# Muzej starina u Drijenči
Muzej starina u Drijenči. Privatni muzej osnivača Ilije Filipovića. Osnivač i glavni dobavlja muzej Filipović živio je i radio preko trideset godina. Zamislio se čemu te stvari vrijede. Jednom je prigodom vidio Nijemce kako kupuju starinske predmete iz svakodnevne uporabe 1975. na jednoj tržnici. Isprva začuđen tim običajem, ali je poslije i sam odlučio tako nabavljati predmete po tržnicama do Banovića, Odžaka i dr. Vidio je da te stvari, stare i oštećene, da će poslije vrijediti. Zaključio je da je potrebno da mladi vide čime su se njihovi očevi, djedovi i pradjedovi služili. Kad se nakupilo dobara, ljudi su vidjeli da je Filipović ozbiljno pristupio projektu pa su se priključili tome darovanjem te je bilo i 70-ak donatora. Tu je i uočljiv dar iz Tirola. Muzej danas ima preko 600 izložaka.